# Castans

Castans este o comună în departamentul Aude din sudul Franței. În 1 ianuarie 2022 avea o populație de 127 de locuitori.